# 柴山洲特别区第一农民银行
柴山洲特别区第一农民银行，1926年12月湖南省衡山县柴山洲特别区农民协会在柴山洲（今属湖南省衡东县三樟镇柴山洲村）夏拜公祠成立的一家银行，1927年6月停止活动，曾发行白竹布质的货币。该银行是中国共产党创立的第一家农民银行，其发行的布币也是中国共产党发行的最早的货币。

## 成立背景
柴山洲毗邻湘江，因湘江在此绕弯而呈半岛形地貌。1920年代初，柴山洲属衡山县，地处湘潭、株洲、衡山三县的交会处，该地河运交通发达，经济文化交流活跃，有900户4,000多人口。因地势低洼，柴山洲很容易发生旱涝灾害，农民因受灾等原因导致生产生活困难后，往往向地主借贷，这些贷款通常是年利息高于40%的高利贷，利滚利地对农民进行盘剥。
封建军阀赵恒惕和大地主刘岳峙被中共衡山地委和衡山县农民协会视为阻碍衡山大革命运动的两大封建堡垒，中共衡山地委于1923年9月在赵恒惕的家乡白果建立岳北农工会，开展农民运动。1925年底，毛泽东指派刚从广州农民运动讲习所毕业的湖南省农民运动特派员贺尔康到刘岳峙的家乡柴山洲指导农民运动。1926年初，贺尔康在柴山洲秘密成立中共柴山洲支部，并在柴山洲夏拜公祠成立柴山洲特别区农民协会。
因为农民运动的影响，农民和地主的矛盾激化，地主不再借给给农民钱粮，缺钱缺粮的农民们的生产和生计均成了亟待解决的问题。为此，中共柴山洲支部和柴山洲特别区农民协会开始着手筹建银行和合作社以期解决出现的问题。

## 历史
1926年4月，贺尔康成立柴山洲特别区农民银行筹备处。1926年12月，柴山洲特别区农民协会在夏拜公祠组织召开乡民会议，正式宣告柴山洲特别区第一农民银行成立。成立大会上，以投票的方式选举文海南为经理，夏兆梅为副经理，夏俊生、陈金堂等人为监察委员。根据该行订立的《银行暂行章程十二条》，其以“维护无产阶级、维持生活、扶持生产”为宗旨。该行是中国共产党创建的第一家农民银行。
该行成立后立即开始向当地农户发放生产生活贷款，根据《柴山州区第一农民银行表决宗旨》，借款人以雇农、佃农、小商人、手工业、青年、妇女、农民为主。同时，柴山洲特别区农民消费合作社则利用该行放款收购农副产品和经营生产资料。该行还曾用白竹布发行自制货币，该币曾在衡山、湘潭一带流通，被认为是中国共产党发行最早的货币，但因发行时间短及发行量小，并无存世货币实物的记载。
1927年5月21日，国民革命军第三十五军第三十三团团长許克祥在长沙发动马日事变，随后武汉国民政府下的国民党右派纷纷发动反共政变。衡山县挨户团副主任兼常备队队长康庆万从1927年6月10日多次带兵围剿柴山洲，当地共产党人和农会会员很多都被抓捕和屠杀，热心支持该行的国民党左派彭克南，银行副经理夏兆梅，银行监察委员夏仁和相继遇害。柴山洲特别区农民协会、柴山洲特别区第一农民银行和柴山洲特别区农民消费合作社均在康庆万的围剿中被毁，柴山洲特别区第一农民银行被迫停止活动。

## 发行货币
该行所发行货币的面额均为“壹圓”，以银元为本位，至被摧毁前共计发行5,800张。该币材质为乡间常见的白竹布，呈竖长方形，长约四寸、宽两寸，币面文字为竖式，由农民协会一位秘书毛笔手写，票面上盖有“柴山洲特别区第一农民银行”公章和经理文海南、副经理夏兆梅的私章，布币一元可随时兑换银元一元。除了柴山洲特别区，该种布币还曾在湘江对岸的湘潭王十万地区流通。
据湖南省衡东县史志办原主任萧汉称，该币的实物在1949年后仍有两次出现，但均未能保存下来。柴山洲特别区第一农民银行旧址和湖南省博物馆展出有该币的复制品。

## 银行旧址
柴山洲特别区第一农民银行旧址，即夏拜公祠，距离衡东县城关70余公里，原本为夏姓人家的支祠，砖木青瓦结构的二层建筑，总建筑面积为735平方米。1989年，经中共衡东县委党史工作办公室策划，并由包括中国人民银行、中国银行、中国工商银行、中国农业银行、中国建设银行等国有银行的衡东支行在内的多家单位集资，柴山洲特别区第一农民银行旧址得以修复。经中共衡东县委、县人民政府报湖南省文物局批准，柴山洲特别区第一农民银行旧址定为省级文物保护单位。

## 备注
1. ↑  一说贺尔康成立银行筹备处是遵照《中国共产党第一次全国代表大会对于农民运动宣言及政纲》的金融政策主张[3]
2. ↑  一说成立于1926年10月12日[4]
3. ↑  一说限定发行额为5000元[2]
4. ↑  一说盖有银行经理和会计的图章[5]